# Hermawan Susanto
Hermawan Susanto (24 de septiembre de 1967) es un deportista indonesio que compitió en bádminton, en la modalidad individual.
Participó en los Juegos Olímpicos de Barcelona 1992, obteniendo una medalla de bronce en la prueba individual. Ganó una medalla de plata en el Campeonato Mundial de Bádminton de 1993.

## Palmarés internacional
| Juegos Olímpicos   | Juegos Olímpicos         | Juegos Olímpicos  | Juegos Olímpicos |
| Año                | Lugar                    | Medalla           | Prueba           |
| ------------------ | ------------------------ | ----------------- | ---------------- |
| 1992               | Barcelona (España)       | Medalla de bronce | Individual       |
| Campeonato Mundial |                          |                   |                  |
| Año                | Lugar                    | Medalla           | Prueba           |
| 1993               | Birmingham (Reino Unido) | Medalla de plata  | Individual       |